# Thomas Sowell
Thomas Sowell (ur. 30 czerwca 1930 w Gastonii w Karolinie Północnej) – amerykański ekonomista, profesor w Instytucie Hoovera na Uniwersytecie Stanforda w Kalifornii. Prócz działalności naukowej i badawczej, które zaowocowały licznymi publikacjami książkowymi, Sowell zajmuje się publicystyką na łamach prasy. Swoje poglądy określa jako najbliższe libertarianizmowi, chociaż – jak sam twierdzi – „mógłby nie zgodzić się z ruchem libertariańskim w wielu sprawach”.

## Życiorys
Thomas Sowell urodził się w Karolinie Północnej, gdzie, jak wzmiankował w swojej biografii Personalna Odyseja, jego kontakt z białymi ludźmi był tak ograniczony, że sam nie wierzył, iż kolor „żółty” był możliwym kolorem włosów dla człowieka. Wraz z rodzeństwem przeniósł się do Harlemu, dzielnicy Nowego Jorku, pod opieką siostry matki (sam wierzył, że była jego matką, a ojciec zmarł przed jego narodzeniem). W wieku 17 lat, z powodu rodzinnych kłopotów finansowych i pogarszającego się poziomu życia w domu, porzucił szkołę średnią i rozpoczął samodzielne życie. Później służył w Marynarce Wojennej USA.
Po wyjściu z wojska Sowell znalazł pracę w Waszyngtonie i, pomimo braku ukończenia szkoły średniej, podjął wieczorowe studia w Uniwersytecie Howarda. Doskonałe wyniki egzaminów College Board oraz opinie od dwóch profesorów z Uniwersytetu Howarda umożliwiły mu przyjęcie do Uniwersytetu Harvarda, który w 1958 ukończył z wyróżnieniem magna cum laude, uzyskując tytuł Bachelor of Arts in Economics. W kolejnym roku otrzymał tytuł Master of Arts in Economics na Uniwersytecie Columbia, a w 1968 doktora ekonomii na Uniwersytecie w Chicago. Początkowo wybrał Uniwersytet Columbia, ponieważ chciał studiować u George'a Stiglera. Po przyjeździe do Columbia dowiedział się, że Stigler przeniósł się do Chicago. Sowell podążył w ślad za nim.
Sowell wykładał w prominentnych uniwersytetach amerykańskich, takich jak Howard University, Cornell University, Brandeis University oraz UCLA. Od 1980 piastuje stanowisko Senior Fellow w Instytucie Hoovera Uniwersytetu Stanford.

## Wybrane publikacje
- Ekonomia stosowana (2003, wydanie polskie 2005)
- Ekonomia dla każdego (2000, wydanie polskie 2003)
- Amerykańskie szkolnictwo od wewnątrz (1993, wydanie polskie 1996)
- Oni wiedzą lepiej. Samozadowolenie jako podstawa polityki społecznej (1996, wydanie polskie 2008)
- Bieda, bogactwo i polityka w ujęciu globalnym (wydanie polskie 2016)